# Sychrov (Kozlov)
Sychrov (německy Sichrow) je malá vesnice a část obce Kozlov v okrese Havlíčkův Brod, do 1. ledna 2016 část města Ledeč nad Sázavou. Nachází se asi 5,5 kilometru severně od Ledče nad Sázavou. Sychrov leží v katastrálním území Sychrov u Ledče nad Sázavou o rozloze 2,63 km².

## Historie
Roku 1545 si vesnici nechala do zemských desek zapsat Markéta Ledecká z Říčan jako součást ledečského panství.

## Fotogalerie

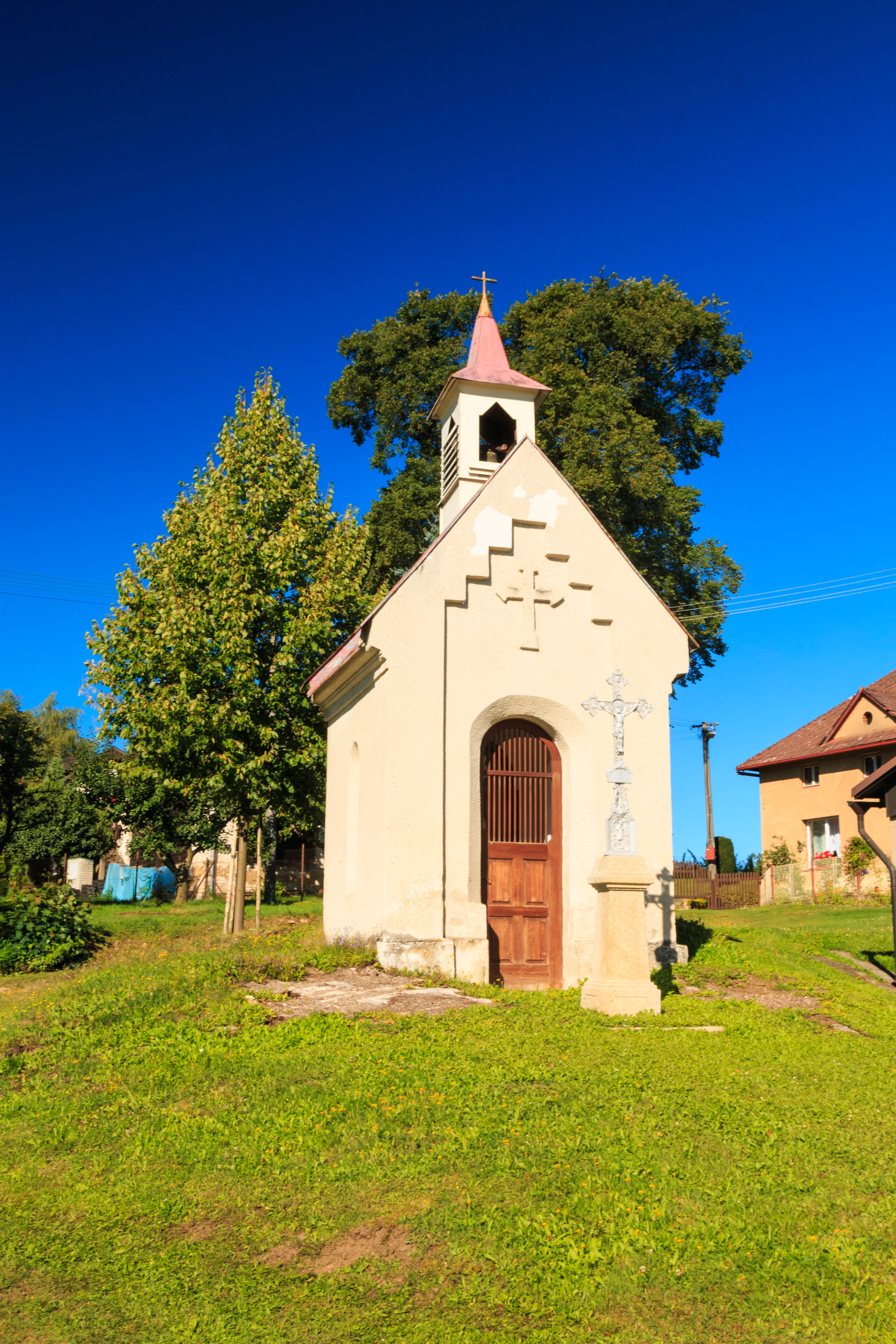
Kaplička
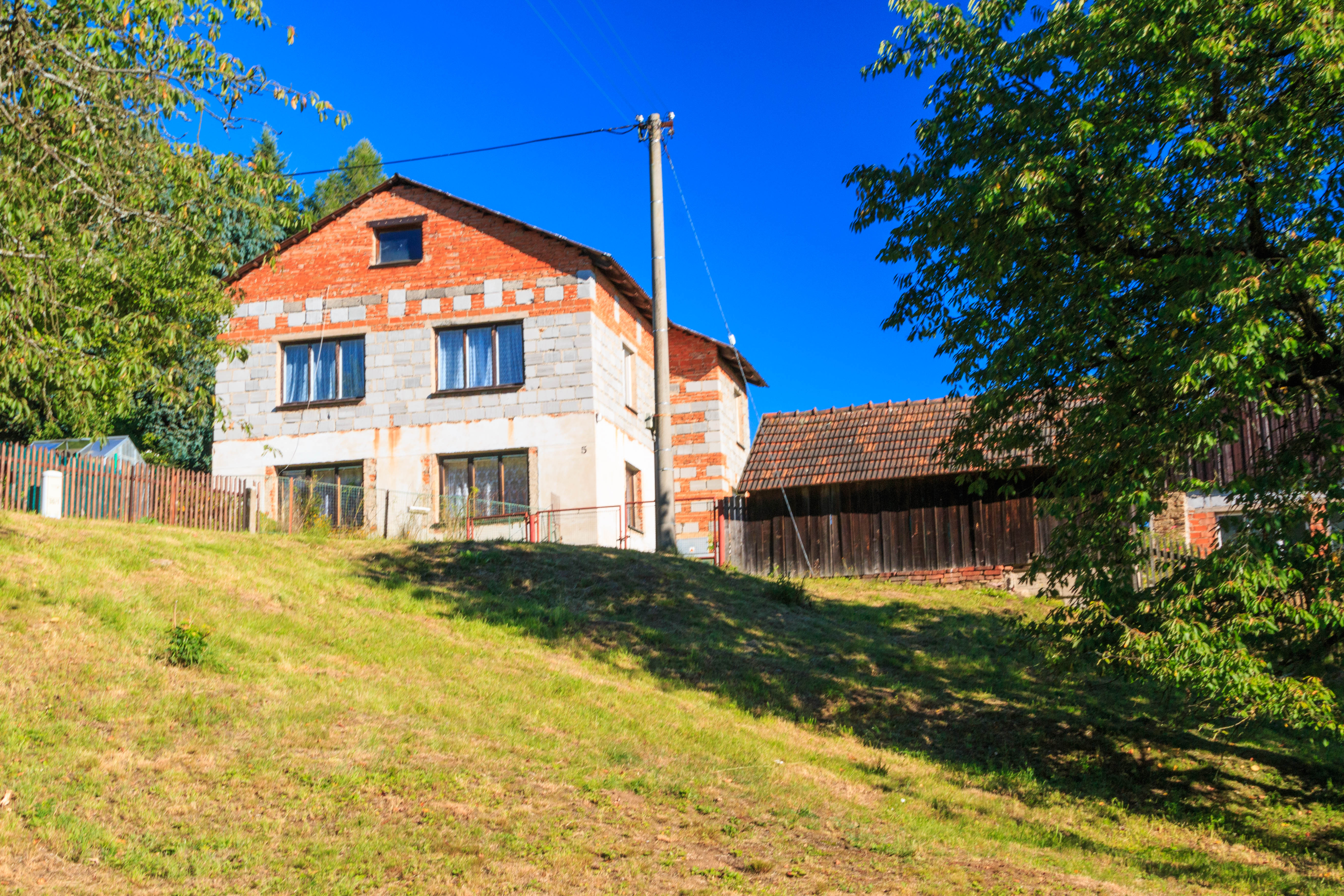
Usedlost čp. 5
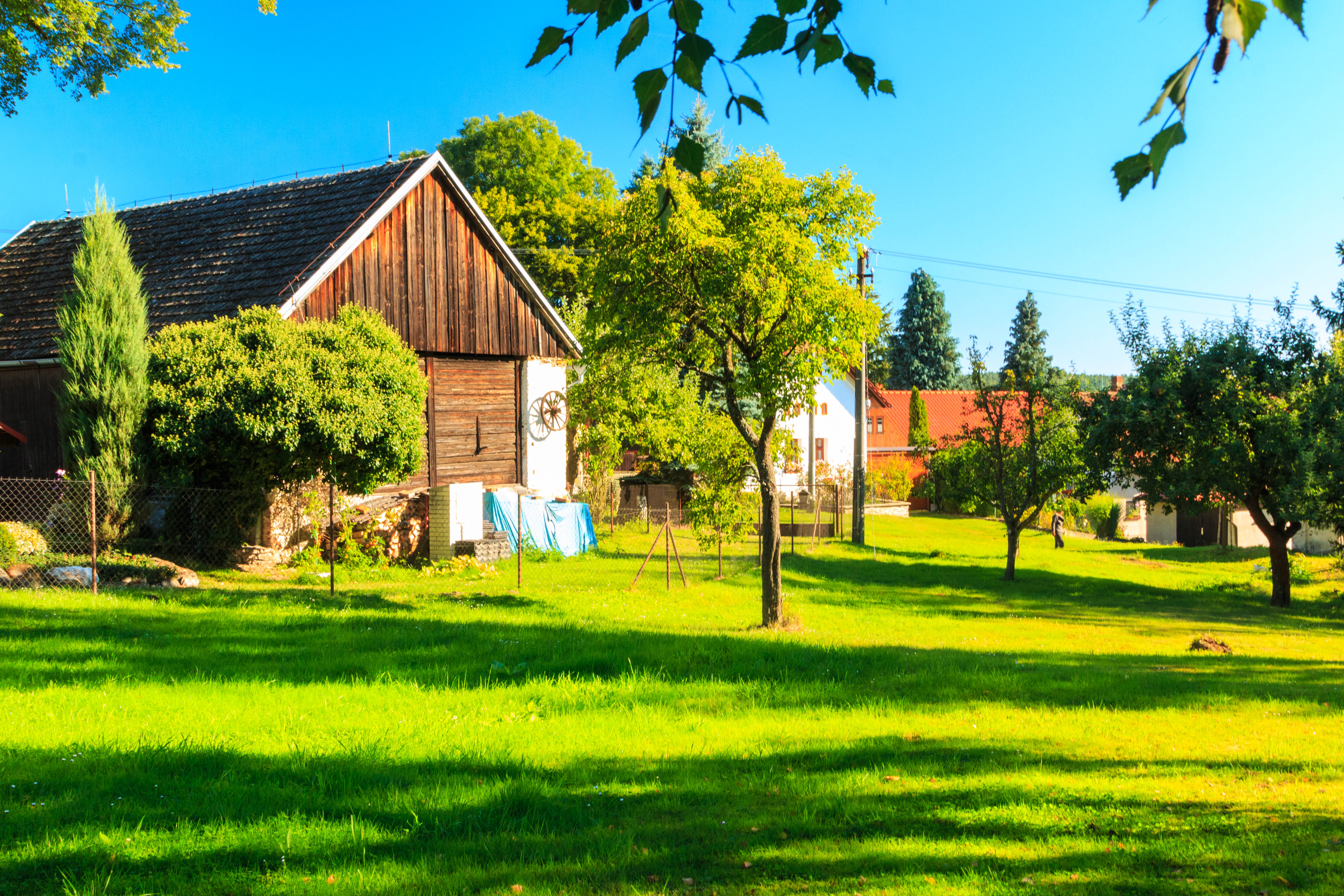
Usedlost čp. 2
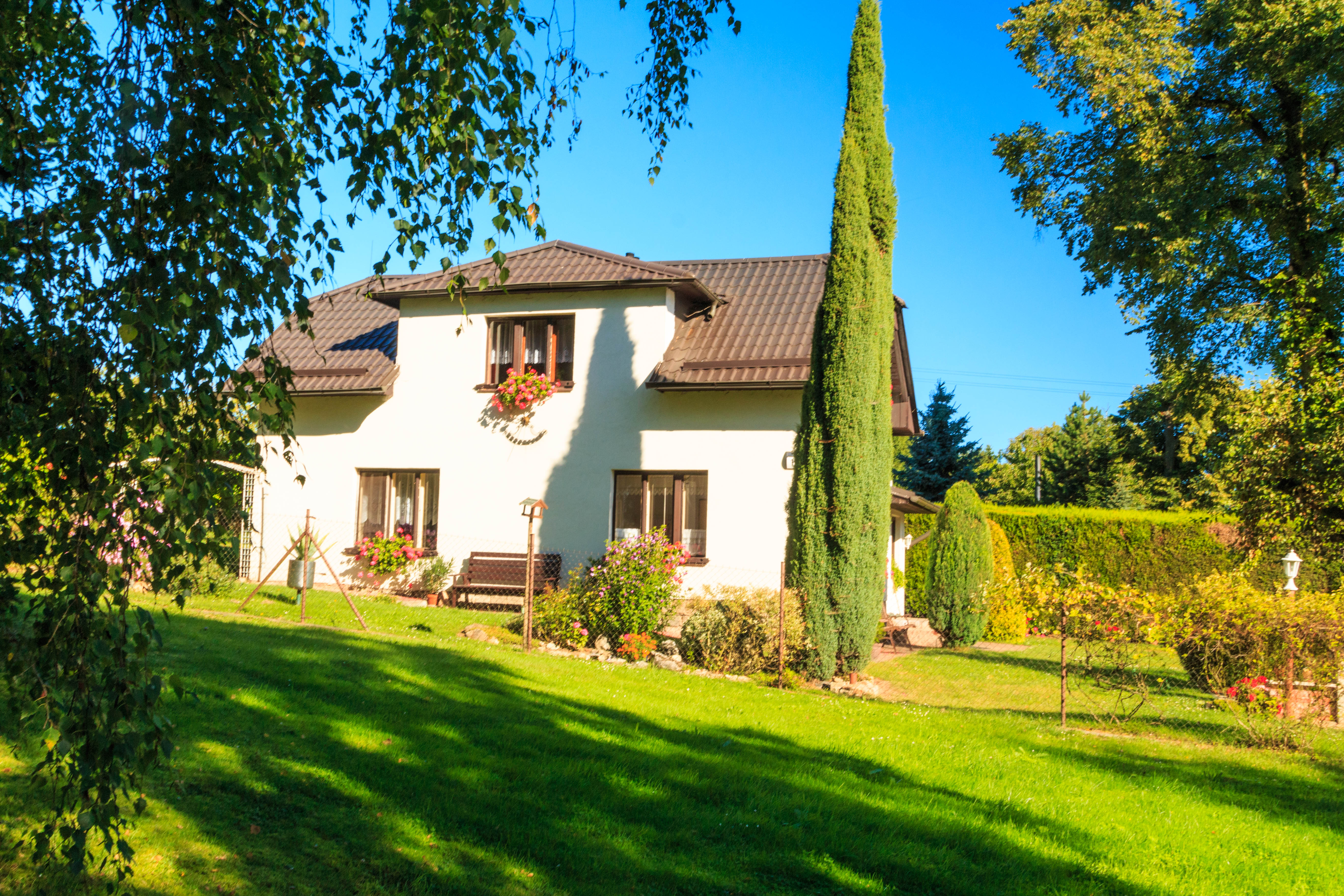
Dům čp. 11